# Cinzia (cantante)
Cinzia o Laura Gray, pseudonimo di Vincenzina Agrillo (Afragola, 24 marzo 1941 – Napoli, 5 giugno 2022), è stata una cantante italiana.

## Biografia
Il suo debutto nel mondo dello spettacolo avviene all'età di quattordici anni, allorché si aggiudica il primo posto con il brano "'O lanzaturo" al Festival Flegreo, organizzato da Filippo Spina.
Nel 1962 con la canzone "Luna mia" partecipa al Festival dei Festivals presentato da Corrado.
Dopo diversi concorsi locali, nel 1966 firma un contratto discografico con l'etichetta Zeus, per la quale incide il motivo "Verrò a chiederti perdono".
Nel 1968 partecipa al Festival di Napoli con il brano "'O munno è 'na palla", che viene proposto in abbinamento con Nunzia Greton e si classifica tredicesimo.
Alla stessa manifestazione partecipa anche l'anno successivo proponendo, in abbinamento con Enzo Rippa, il motivo "Si' stato tu", che non accede alla serata finale.
Nel 1970 firma un contratto discografico per l'etichetta Phonotype dei fratelli Esposito, e partecipa alla Piedigrottissima con la canzone "Io sono il sole".
Nel 1974 partecipa alle trasmissioni "Canzoni alla finestra" e "Concerto per Napoli"; per l'occasione pubblica l'album "Che malaspina" con l'etichetta Europlay.
Per tutta la prima metà degli anni settanta Cinzia si esibisce in Italia e fuori da essa, proponendo un repertorio sia in napoletano che in lingua italiana.
Nel 1975 prende parte al I° Festival Pirotecnico del Golfo di Napoli con la classica "Comme facette mammeta" e registra un album intitolato semplicemente "Cinzia", con il quale omaggia i grandi autori del passato.
L'anno seguente, dopo la pubblicazione del 33 giri "La violetera", la cantante debutta nel film di Tiziano Longo Onore e guapparia e per l'occasione muta il nome d'arte in Laura Grey, in omaggio all'attrice Dorian Gray lanciata da Totò.
Dopo un periodo di inattività, nel 1987 torna in sala d'incisione per realizzare l'album "Come stai", pubblicato per l'etichetta Phonotype. Dal disco è tratto il singolo "Ma tu appartiene a n'ato", sigla della trasmissione radiofonica "Stasera Napoli".
Nel 1993 incide l'album "Bammenella" in cui affronta la musica napoletana della prima metà del secolo.
L'ultimo lavoro della cantante risale al 2004, un CD intitolato "Napulitana".
In seguito l'artista riduce notevolmente la sua attività, per tornare solo nel 2020 con la partecipazione al programma The Voice Senior su Rai 2.

### Morte
Muore il 5 giugno 2022 nella sua casa di Bagnoli per un tumore del pancreas.

## Discografia

### Album in studio
- 1975 – Malaspina (Europlay, ER-01)
- 1976 – Cinzia (Europlay, ER-03)

### Singoli
- 1966 – Verrò a chiederti perdono/Dimme addò staie (Zeus, BE 190)
- 1968 – 'O munno è 'na palla/Verrò a chiederti perdono (Zeus, BE 227)
- 1969 – Si' stato tu/Portame a Marechiaro (Zeus, BE 250)
- 1970 – A Ischia cu te/Si me vuò lassà (Universal, DN 440)
- 1970 – Le mani nel buio/Io sono il sole (Universal, DN 442)
- 1970 – Le mani nel buio/Il nostro nuovo mondo (Universal, DN 443)